# Sidney Coleman
Sidney Richard Coleman (Chicago, 1937. március 7. – Cambridge, Massachusetts, 2007. november 18.) amerikai elméleti fizikus, a nagyenergiás elméleti fizika nemzetközileg elismert kutatója.

## Életútja
Sidney Coleman Chicagóban született. Apja üzletember volt, aki meghalt, amikor Coleman 9 éves volt. Ezután az édesanyja egyedül nevelte őt és a bátyját, ez idő alatt Chicago egy nehéz környéken éltek. 1957-ben szerezte meg egyetemi diplomáját az Illinoisi Technológiai Intézet fizika tanszékén.
Coleman 1962-ben védte meg a doktori disszertációját (PhD) California Institute of Technologyn, ahol Murray Gell-Mann volt a témavezetője. Ezt követően a Harvard Egyetemen kapott állást, ahol az egész hátralévő pályafutását töltötte. Itt találkozott a későbbi feleségével, Dianával az 1970-es évek elején. 1982-ben házasodtak össze.
"Sajátos értelemben volt óriás, mivel a nagyközönség nem ismeri" – mondta róla a fizikai Nobel-díjas Sheldon Glashow a Boston Globe-nak. "Ő nem Stephen Hawking; kívülről gyakorlatilag láthatatlan. De az elméleti fizikusok közösségében ő egyfajta főisten. Ő a fizikusok fizikusa."

1966-ban Antonino Zichichi felvette Colemant előadónak a szicíliai Ericében tartott új, nyári iskolájába  (International School for Subnuclear Physics).  Az 1970-es és 1980-as évek elején az iskola legendás alakja volt. Coleman az iskola tizenötödik évfordulója alkalmából (1979) elnyerte a "Legjobb oktató" címet. Később gyakran idézték a spontán szimmetriatörésről szóló magyarázatát. Coleman Ericében tartott előadásainak gyűjteménye 1985-ben könyv formátumban is megjelent amelynek címe: Aspects of Symmetry. Itt érdemes megosztani egy idézetet a könyv bevezetőjéből:
Először 1966-ban jöttem Ericébe, hogy előadást tartsak a Nino Zichichi által szervezett negyedik, részecskefizikával foglalkozó iskolájába. Elbűvölt Erice szépsége, lenyűgözött a szicíliai kultúra és történelem, és megrémített az a vasszabály, amellyel Nino egyben tartotta a hallgatókat és az oktatókat. Egyszóval megnyert magának, és ezt követően évente-kétévente visszatértem Ericébe, hogy beszéljek arról, ami elmúlt, elmúlik, vagy jönni fog, legalábbis ami a részecske- és magfizika területét érintette… Ezek az előadások tizennégy évet öleltek fel, 1966-tól 1979-ig. Nagyszerű időszak volt ez a nagyenergiás elméleti fizikusnak, a kvantumtérelmélet diadalának időszaka. És micsoda diadal volt ez a szó régi értelmében: egy dicsőséges győzelmi felvonulás, tele csodálatos dolgokkal, amelyeket távoli helyekről hoztak össza, hogy a néző áhítattól zihálva, örömében nevetésre késztesse. Remélem, ebből az áhítatból és örömből itt is sikerül valamit megörökíteni.
Coleman előadásai a Harvardon legendásak voltak. Az egyik kvantumtérelmélet kurzus hallgatói olyan pólókat készítettek, amelyeken az ő képmása volt látható, és egy gyűjtemény a híresebb idézeteiből, mint például: „Nem csak Isten tudja, én is tudom, és a félév végén ti is tudni fogjátok." A széleskörű elismerés ellenére általában nem élvezte annyira végzős hallgatók tanítását és mentorálását:
Utálom [a tanítást]. A munka részeként csinálja az ember. Nos, ez természetesen így hamis... vagy talán inkább igaz, mint nem, amikor azt mondom, hogy utálom. ... De minden bizonnyal ugyanolyan boldog lennék, ha nem lennének hallgatóim. ... Időnként akad olyan hallgató, akivel öröm az együttműködés. David Politzer és Erick Weinberg is ilyenek voltak, de ők szinte érett fizikusok voltak. Nagyon zseniálisak voltak, mire hozzám jöttek. Általánosan egy doktori hallgatóval dolgozni olyan, mint egy kurzust tanítani. Fárasztó, kellemetlen munka. Púp az ember hátára. Azért csinálod, mert fizetnek érte. Ha nem fizetnének érte, biztosan soha nem csinálnám.
1989-ben Coleman megkapta a NAS Award Scientific Reviewing-díjat a Nemzeti Tudományos Akadémiától. A díj indoklásában ez szerepelt:  "világos, éleslátó és jelentős összefoglaló munkáiért a részben megmaradó áramokról, mértékelméletekről, instantonokról és mágneses monopólusokról – az elméleti fizika alapjairól". 2005-ben a Harvard Egyetem fizikai tanszéke az ő tiszteletére rendezte a "SidneyFest" konferenciát, a kvantumtérelméletekről és a kvantum-színdinamikáról.
A tudományos munkássága mellett Coleman nagytudományos-fantasztikus rajongó volt. Az Advent: Publishers egyik alapítója volt, és időnként könyveket írt a The Magazine of Fantasy és a Science Fiction számára.
Parkinsonnal-kórral folytatott hosszú küzdelem után halt meg 2007-ben.

## A fizikához való hozzájárulása
Legismertebb művei közül néhány
- Bozonizáció
- Coleman–Mandula-tétel[12]
- Coleman-Norton-tétel
- Tadpoles-gráfok
- Coleman-tétel[13]
- A Thirring-modell és a kvantum sine-Gordon egyenlet ekvivalenciája[14]
- A hamis vákuum félklasszikus elemzése
- Coleman–Weinberg-potenciál
- Q-labdák a vékonyfalú korlátban
- Előadások Ericében, amelyek közül néhányat az Aspects of Symmetry[5] című könyve is megőrzött (áttekintés és tanítás)

## Híres idézetek
- "Az igazság megismeréséhez ezer hazugságot kell elképzelni"[15]
- "A kvantumgravitáció köztudottan olyan téma, ahol a problémák jóval többen vannak, mint az eredmények."[16]

## Fordítás
Ez a szócikk részben vagy egészben  a   Sidney_Coleman című angol Wikipédia-szócikk ezen változatának fordításán alapul.  Az eredeti cikk szerkesztőit annak laptörténete sorolja fel. Ez a jelzés csupán a megfogalmazás eredetét és a szerzői jogokat jelzi, nem szolgál a cikkben szereplő információk forrásmegjelöléseként.